# هيكتور شاريبوغا
هيكتور شاريبوغا هو لاعب كرة قدم إكوادوري في مركز حراسة المرمى، ولد في 23 مارس 1966 في كيتو في الإكوادور. لعب مع إل. دي. يو. كيتو.

## وصلات خارجية
- هيكتور شاريبوغا على موقع قاعدة بيانات كرة القدم.إي يو (الإنجليزية)
- هيكتور شاريبوغا على موقع ناشيونال فوتبول تيمز (الإنجليزية)